# Hadena lutescens
Hadena lutescens är en fjärilsart som beskrevs av Turati 1909. Hadena lutescens ingår i släktet Hadena och familjen nattflyn. Inga underarter finns listade i Catalogue of Life.